# Tifón (mitología)

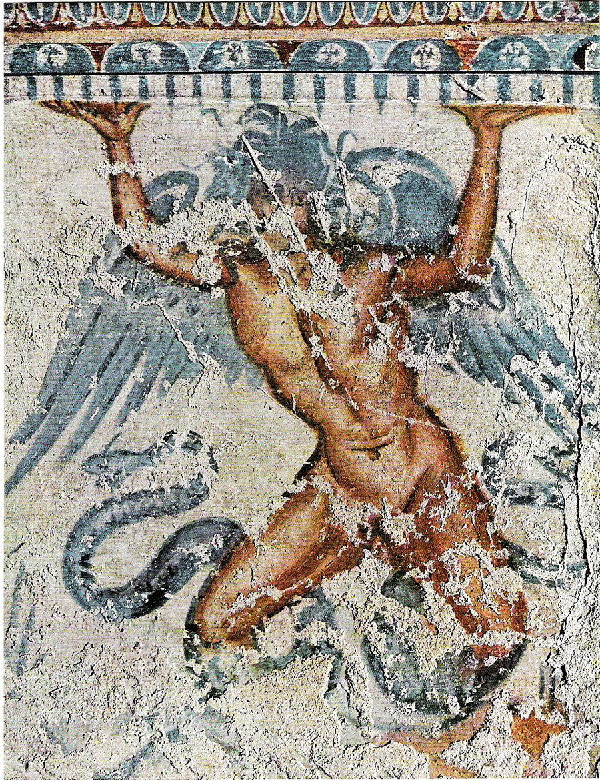
Tifón en un mural etrusco.

En la mitología griega, Tifón, Tifeo, Tifoeo o Tifaón (en griego antiguo Τυφών Typhôn, Τυφάων Typhaôn, Τυφωεύς Typhôeus o Τυφώς Typhôs, de τῦφος typhos, ‘humo’; en latín Typhon) es una divinidad primitiva relacionada con los huracanes. Fue el hijo disforme de las deidades primordiales conocidas como Gea —la Tierra—, con Tártaro, el cavernoso vacío inferior:

Pero cuando Zeus había expulsado a los Titanes del cielo,
la enorme Tierra tuvo a su hijo menor Tifeo del amor de
Tártaro, con la ayuda de la dorada Afrodita.

De carácter «terrible, violento y malvado», Tifón era descrito como un dios monstruoso y nadie podía oponerse a su prodigiosa fuerza. Arrojaba pedruscos ardientes contra el cielo y amenazaba a los mismos dioses. Se trata una criatura de inmenso tamaño, con rasgos de dragón (‘serpiente’) y que tenía un aliento de fuego. Instigado por la Tierra desafió a Zeus para derrocar su gobierno pero este le fulminó con un rayo. Zeus le puso encima el monte Etna y por eso se dice que este monte todavía arde a día de hoy.
A Tifón se lo asocia con los vientos de las tempestades y con los fenómenos volcánicos. Como padre de los vientos destructivos es de suponer que Tifón era un dios del viento y así su nombre se derivaría de τυφών, τυφώς (tuphōn, tuphōs) esto es, ‘humo, vapor, soplo u oscuridad’. En cuanto a su asociación con el fuego, se dice que Tifón «arrojaba fuego por los ojos» o bien «a través de su boca que exhala fuego y una humareda espesa y negra».

## Descripción física
De Tifón se dice que «no era semejante a los dioses ni a los mortales». Estaba provisto de una fuerza gigantesca y de extraño aspecto: tenía innumerables cabezas, manos y alas. Tenía forma humana hasta los muslos y pero su descomunal tamaño sobrepasaba todos los montes. Su cabeza a veces tocaba las estrellas y en cuanto a sus manos, una alcanzaba el occidente y otra el oriente; de ellas salían cien cabezas de dragones (‘serpientes’). De los muslos emergías enormes anillos de víboras que llegaban hasta la cabeza emitiendo un fuerte silbido. Su cuerpo estaba cubierto de alas, sobre su cabeza ondeaban cabellos sucios y además arrojaba fuego con los ojos. «De todas sus cabezas brotaba ardiente fuego cuando miraba». En una hidria calcídica se lo describe como un humanoide alado de cintura para arriba, con dos colas de serpiente por piernas debajo.
Nono de Panópolis es el autor que lo describe más pormenorizado y le agrega rasgos alejados de la épica clásica. Le confiere rasgos de serpiente acuática (hydra) y dice que era un ser extremadamente venenoso; en naturaleza era igual a las «víboras ponzoñosas». Le concede a Tifón muchas otras cabezas de animales y todas ellas aullaban en una cacofonía estridente y discordante. «Abrió sus rugientes fauces dejando al descubierto sus hileras de dientes; y cantó victoria con el grito de sus múltiples fieras, que unieron su voz». En total Tifón poseía rostros de serpientes, leopardos, leones, bueyes y jabalíes. Nono probablemente estuviera haciéndose eco de la descendencia feral de Equidna, cuyos hijos poseen rasgos de perro, serpiente, león, águila o cabra.

## Ascendencia, crianza y cubil

### Como terrígeno
La mayoría de las fuentes dicen que Tifón nació de la unión de Gea y Tártaro. Unos dicen que Gea concibió a su hijo más joven después de la Titanomaquia, luego de la derrota de los Titanes en el amor de Tártaro. Otros dicen que fue posteriormente , luego de la Gigantomaquia, cuando los dioses hubieron vencido a los gigantes, Gea, aún más encolerizada, se unió a Tártaro y dio a luz en Cilicia a Tifón, que tenía naturaleza mixta de hombre y fiera. Higino confunde su naturaleza. Primero dice que como hijo de la Tierra y el Tártaro es uno de los gigantes, pero más adelante otro (o el mismo) Tifón es hijo de Tártaro y Tártara, lo que parece una advocación ctónica de Gea. Otras fuentes dicen que Tifón es solo hijo de Gea o bien lo definen simplemente como un «hijo de la tierra».

### Crianza de Tifón
En los Himnos homéricos se nos habla de la crianza de Tifón. Fue en la fuente Castalia, de hermosa corriente, donde Apolo mató con su poderoso arco a una dragona innominada (Pitón en fuentes posteriores). Anteriormente esta dragona era un enorme monstruo salvaje que causaba muchos daños a los hombres y a sus rebaños de ovejas. Tiempo atrás la dragona había recibido de manos de Hera al siniestro Tifón para que lo cuidara y fuera su nodriza. Se dice que Hera rezó a Gea, Urano y los titanes para que le dieran un hijo más fuerte que Zeus, luego golpeó el suelo y se quedó embarazada. Hera había alumbrado a Tifón, encolerizada contra Zeus, pues este dio a luz a Atenea de su cabeza sin ninguna intervención femenina.

### Cubil de Tifón
Ya Homero dice que el cubil o lecho de Tifón se encontraba en el país de los fabulosos árimos (Ἀρίμοις), y probablemente Hesíodo se refiere a la misma la tierra de los árimos (Ἀρίμοισιν) bajo la que vivía oculta Equidna. Autores tardíos, como Estrabón, intentar ubicar estas tierras legendarias. Cilicia, Siria, Lidia o la isla de Isquia fueron las posibilidades que el geógrafo barajó. Píndaro llama a Tifón cilicio y dice que Zeus lo mató entre los árimos. Calístenes sitúa los montes Árimos y la tiera árima en Cilicia, cerca del río Calicadno, la cueva de Coricia y el promontorio de Sarpedón. Estrabón también dice que cruzando al otro lado del golfo de Iso, en la antigua Siria, se encontraban el monte Casio (actual Qasioun) y el río Orontes, lugares asociados a la batalla de Tifón contra Zeus. Posidonio, en cambio, identifica a los árimos con los arameos en virtud de la similitud onomástica.

## Tifonomaquia
Se conoce como «Tifonomaquia» a la guerra que enfrentó a Zeus contra Tifón y en la que, como es fama, salió victorioso Zeus. Sobre el final de Tifón unos dicen que fue arrojado al Tártaro y otros que fue encerrado bajo el volcán Etna. Allí «su lecho raspa y aguijonea todo el largo de su espalda extendida contra él». Se asocian otras regiones volcánicas donde es el causante de las erupciones, como la isla de Isquia o el monte Tifaonio de Beocia.

### En Hesíodo
La primera descripción de la Tifonomaquia se da en la Teogonía y el poema narra el episodio de la siguiente manera. Se cuenta que, después de que  Zeus expulsara del cielo a los titanes, la monstruosa Gea concibió su hijo más joven como instrumento de venganza. El violento Tifón tenía unos brazos fuertes y unos pies incansables. De sus hombros salían cien cabezas de serpiente con lenguas viperinas negras. Arrojaba destellos y fuego de su mirada. De sus ardientes cabezas emergían diferentes voces de bestias. Unas veces para entenderse con los dioses y otras veces emitían rugidos y mugidos de toro, león salvaje, cachorro o serpiente, pero todas sus voces hacían eco en las cimas de las montañas. Quizás hubiera gobernado sobre dioses y hombres de no ser porque Zeus se opuso a él. Durante la contienda Tifón tronó con fuerza y por todas partes resonaron la tierra, el cielo, el mar, el río Océano y el abismo subterráneo del Tártaro. Se tambaleaba el alto Olimpo y gemía lastimosamente Gea. Un ardiente bochorno se apoderó del mar, producido por el trueno, el relámpago y el rayo arrojados por Zeus y también producido por el fuego vomitado por el monstruo y los huracanados vientos que producía. En el fragor de la batalla hervían la tierra, el cielo y el mar. Enormes olas se precipitaban sobre las costas y el mundo entero fue preso de estruendo indescriptible que incluso a los dioses olímpicos horripiló. Bajo la tierra temblaba asustado Hades y también estaban horrorizados Crono y el resto de titanes, que se encontraban hundidos en el Tártaro. Zeus, después de concentrar toda su fuerza y asir su terrible centella, le golpeó saltando desde el Olimpo y le prendió fuego a todas sus cabezas. Vencido por el furor de sus golpes Tifón cayó de rodillas y su madre Gea se lamentaba por su triste destino. Su cuerpo ardiendo se precipitó bajo los barrancos de la montaña. Sucedió que gran parte de la tierra ardía con terrible humareda y estaba tan tórrida que se fundía igual que hace el estaño o el hierro cuando se calienta en un crisol. Finalmente, con el corazón lleno de ira, Zeus sumió Tifón bajo el Tártaro.

### En Apolodoro
La Biblioteca mitológica incluye más datos que no aparecen en los textos hesiódicos. Esta obra dice que al principio Zeus fulminó a Tifón desde lejos y cuando lo tuvo cerca lo derribó con una hoz de acero. Al huir éste lo persiguió hasta el monte Casio, que se eleva sobre Siria, y allí viéndolo herido se enzarzó con él. Tifón, enlazando a Zeus con sus anillos, los sujetó, le quitó la hoz y le cortó los tendones de manos y pies. Luego lo transportó sobre sus hombros a través del mar hasta Cilicia y al llegar lo abandonó en la cueva Coricia (korukion atron). Asimismo dejó allí los tendones ocultos en la piel de un oso y puso como guardián a la dragona Delfine, medio animal, medio mujer. Pero Hermes y Egipán sin ser vistos robaron los tendones y se los aplicaron a Zeus. Este recobró su fuerza, e inmediatamente, transportado desde el cielo en un carro de caballos alados, persiguió con sus rayos a Tifón hasta el monte llamado Nisa, donde las Moiras engañaron al fugitivo, que, persuadido de que así se fortalecería, comió los frutos efímeros. De nuevo acosado llegó a Tracia y combatiendo cerca del Hemo arrojó montes enteros, que al rebotar sobre él a causa del rayo le hicieron derramar abundante sangre en la montaña: por ello dicen que la montaña se llama Hemo («sangriento»).

### En Ovidio
Según el relato de Ovidio, cuando emergió Tifón del seno de la tierra, los dioses, por miedo a él, huyeron hacia Egipto. Tifón los alcanzó y entonces ellos se vieron forzados a mutarse en diferentes animales. Ovidio no relata más detalles de la lucha de Tifón contra los dioses y pasa directamente al momento en el que fue derrotado, quedando atrapado entre el Peloro, el Paquino, el Lilibeo y el Etna. Luchó entonces por librarse del peso de los montes y las ciudades, pero no pudo, y la tierra tembló tanto que hasta el mismo Hades sintió temor y salió de su honda sede a inspeccionarla.
Sobre la transformación de los dioses en animales para huir de Tifón las fuentes citan a los siguientes: Zeus en carnero, Hera en vaca blanca, Apolo en milano o cuervo, Hermes en ibis, Ares en pez «lepidoto», Artemisa en gata, Dioniso en macho cabrío o cabra, Heracles en cervatillo, Hefesto en buey, Leto en musaraña, Pan en un híbrido entre pez y cabra, Afrodita y Eros en peces y el resto de dioses se metamorfoseó como pudo. Por esta razón que los egipcios no permiten que estas criaturas sean heridas porque son representaciones de los dioses. Según la fuentes griegas se puede ver un paralelo claro en Zeus con Amón, Hera con Hathor, Apolo con Horus, Artemisa con Bastet, Dioniso con Osiris, Hefesto con Ptah y Afrodita con Atargatis o Derceto (la diosa siria). Si bien, según algunos, Zeus y Atenea fueron los único que no huyeron de Tifón y se mentuvieron firmes.

### En Nono de Panópolis
La versión más larga y detallada de la batalla aparece en las Dionisíacas. Se dice que Zeus había escondido sus rayos en una cueva porque estaba seduciendo a Pluto con intención de engendrar a Tántalo. El humo que salía de los rayos permitió a Tifón, guiado por Gea, localizar las armas de Zeus, robarlas y esconderlas en otra cueva. Después Tifón, trepando por una ladera, emprendió su ataque contra los cielos. Iintentó blandir los rayos de Zeus pero no tuvo el aplomo necesario, no obstante se apoderó de los tendones de Zeus que le habían caído al suelo durante la batalla. Para recuperarlos Zeus ideó un plan con Cadmo y Pan. Cadmo, disfrazado de pastor, hechizó a Tifón tocando la zampoña, y Tifón, confiando los rayos a Gea, partió en busca de la fuente de la música que oía. Cadmo le dijo que le tocaría una bella melodía con su lira pero necesitaba los tendones de Zeus para componerla. Tifón quedó así hechizado por la música y Zeus aprovechó para recuperar sus pertenencias. Al darse cuenta Tifón montó en cólera y comenzó a devorar a los animales, los ríos se secaron y la tierra permaneció arrasada. Los dioses huyen despavoridos hasta el Nilo hasta que la Victoria le reprochó a Zeus su inactividad. Al amanecer Tifón emitió un bramido desafiando a Zeus y este, empuñando su cetro de soberanía se lanzó a la lucha. Tifón primero le arrojó andanadas de árboles y rocas y luego torrentes de agua para sofocar los rayos de Zeus. Este fue capaz de contraatacar fulminando las cabezas de Tifón, mientras que era atacado por los cuatro Vientos y por una ráfaga de granizo. Gea, viendo que su hijo era quemado y congelado, invocó a los dioses elementales para socorrer a Tifón pero sus plegarias fueron en vano. Zeus habría aniquilado a Gea de no ser por sus palabras: si ella era destruida el mundo volvería al Caos. Finalmente Zeus se burló de su enemigo caído y preparó un epitafio adecuado, sentenciando así el final de Tifón.

### Otras fuentes
Epiménides dice que Tifón entró en el palacio de Zeus mientras este dormía pero Zeus despertó y mató a Tifón con un rayo. Píndaro dice que el Etna es la prisión huracanada de Tifón, que es «el enemigo de los dioses», y también lo menciona junto a Porfirión, el rey de los gigantes. Según Esquilo, Prometeo sintió compasión al ver a Tifón suyugado en el fondo del Etna mientras Hefesto, instalado en su cumbre más alta, se dedica a la forja del hierro. Los hay quienes dicen que Tifón huyó hasta el Cáucaso y cayó finalmente junto al lago Bardawil.
Otra versión dice que Pan había atrapado a Tifón con una red. Y otra que Pan se arrojó al río, convirtiendo la parte inferior de su cuerpo en un pez y el resto en una cabra (cf. capricornio), y así escapó de Tifón. Y otros más dicen que engañó al terrible Tifón con la promesa de un banquete de peces para salir de su ancho foso y venir a la orilla del mar, donde los veloces relámpagos y los ardientes rayos de Zeus le abatieron. Y todavía ahora las riberas cerca del mar están enrojecidas con la sangre de la batalla de Tifón.

## Descendencia
Entre los hijos que Tifón tuvo con Equidna están Cerbero, la Gorgona (Medusa), Escila, Ortro, la Quimera, la Esfinge, la Hidra de Lerna, el dragón Ladón, el león de Nemea, el águila del Cáucaso, el dragón de la Cólquida y la cerda de Cromión.
Por sí mismo Tifón fue el padre de los peligrosos vientos cálidos (Ἀνέμοι θύελλαι, anémoi thúellai); del griego typhein, ‘echar humo’, por lo que es considerado como una posible etimología para la palabra «tifón», supuestamente tomada por los persas como طوفان Tufân y por los árabes para incluir las tormentas ciclónicas del Océano Índico. También se dice que Tifón, sin unirse con nadie, engendró a los dos dragones troyanos que atacaron a Laocoonte y a las Harpías. Otros dicen que la Esfinge nació de Tifón y la Quimera.

## Varios personajes de nombre Tifón
Tifón tiene en total tres facetas: enemigo de Zeus, consorte de Equidna y uno de los gigantes. Es probable que estas tres personalidades fueran diferentes originalmente pero con el paso del tiempo acabaron formando, implícitamente, parte del mismo personaje. Homero usa la grafía «Tifoeo» (Τυφωεύς) pero Hesíodo y los Himnos homéricos usan tanto «Tifoeo» como «Tifaón» (Τυφάων). En los textos hesiódicos se diferencia gráficamente a Tifaón —consorte de Equidna y padre de los monstruos— de Tifoeo —hijo de Gea, enemigo de Zeus y padre de los vientos de las tempestades—. No obstante la forma tardía «Tifón» (Τυφών, Τυφώς, latinizado como Typhon) finalmente se convertiría en la forma estandarizada para denominar a este personaje.
Autores tardíos ya imaginaban a Tifón como parte de la raza de los gigantes, ora diferente al Tifón de la Tifonomaquia, ora el mismo personaje. Higino, por ejemplo, lo incluyen en su nómina de gigantes, y más adelante dice que el gigante Tifón y Equidna fueron los padres de los monstruos. Otros lo mencionan en relación con los gigantes pero no se especifica si era uno de ellos. En otra fuente Tifón luchó contra Atenea, junto con Mimante, Porfirión y Encélado. Manilio también opina que Tifeo fue uno de los gigantes y que el rayo de Zeus lo fulminó y así volvió de nuevo a la tierra. Nono también dice que Tifón era uno de los gigantes.

## Mitología comparada
Escritores helenísticos posteriores identificaron a Tifón con el dios egipcio Seth. Walter Burkert advierte algunas coincidencias cercanas de esta historia con el mito hitita de Illuyanka.

### Mito de sucesión
La Tifonomaquia —la batalla de Zeus y la derrota de Tifón— es sólo una parte del "mito de sucesión" más amplio que se da en la Teogonía de Hesíodo. Esta guerra no es más que otra de las teomaquias que sostuvo Zeus por el dominio del mundo, tal y como también sucedió durante la Gigantomaquia y la Titanomaquia. El mito hesiódico de la sucesión describe cómo Urano, el gobernante original del cosmos, escondió a su descendencia dentro de Gea, pero fue derrocado por su hijo, el titán Crono, que castró a Urano. A su vez, describe cómo Crono, quien devoraba a sus hijos tan pronto nacían, fue derrocado él mismo por su hijo Zeus, cuya madre le había dado a Crono una piedra envuelta en pañales para que se la tragara en lugar de Zeus. Sin embargo, Zeus se enfrenta a un adversario final, Tifón, al que derrota rápidamente. Siendo a partir de ese momento claramente el poder supremo en el cosmos, Zeus es elegido rey de los dioses. Zeus luego establece y asegura su reino mediante la distribución de diversas funciones y responsabilidades a los demás dioses, y mediante el matrimonio. Finalmente, al devorar a su primera esposa Metis, quien estaba destinada a dar a luz a un hijo más fuerte que él, Zeus logra poner fin al ciclo de sucesión.

### Pitón
La historia de Tifón parece estar relacionada con la de otra monstruosa descendencia de Gea: Pitón, la serpiente muerta por Apolo en Delfos, sugiriendo un posible origen común. Además de la similitud de nombres, su parentesco compartido y el hecho de que ambos eran monstruos serpentinos muertos en combate singular con un dios olímpico, hay otras conexiones entre las historias que rodean a Tifón y las que rodean a Pitón.
Aunque generalmente se dice que el monstruo de Delfos muerto por Apolo es la serpiente macho Pitón, en el Himno homérico a Apolo, el relato más antiguo de esta historia, el dios mata a una serpiente hembra sin nombre (drakaina), posteriormente llamada Delfina, que había sido la madre adoptiva de Tifón. Delfina y Equidna, además de estar íntimamente conectadas con Tifón, una como madre y la otra como cónyuge, comparten otras similitudes. Ambos eran mitad doncella y mitad serpiente, plagas para los hombres, y asociadas con la cueva Coricia en Cilicia. Pitón también estaba quizás conectado con una cueva Coricia diferente a la de Cilicia, ésta ubicada en las laderas del Parnaso sobre Delfos. Así como se creía que la cueva Coricia en Cilicia era la guarida de Tifón y Equidna y estaba asociada con la batalla de Tifón y Zeus, se creía que la cueva Coricia sobre Delfos era la guarida de Pitón (o Delfina), y se asociaba con la batalla con Apolo.

### Tifón y Yavé
Mientras que Alejandro Magno intentó conciliar el helenismo con el judaísmo, equiparando a Zeus con Yavé, dado que algunos judíos le reconocían como el Mesías (Chréstos, Soter) que los liberó de los persas (los judíos ya habían hecho lo mismo con Ciro el Grande cuando este a su vez los liberó del cautiverio de Babilonia), su sucesor seléucida Antíoco IV Epífanes vio en Yavé al «Tifón semita» y al judaísmo como un culto demoníaco cuyo propósito era destruir el culto a los dioses y sumir a la humanidad en la oscuridad, por lo que intentó destruirlo y reconvertir el templo de Jerusalén en un centro de adoración a Zeus.